# Agenvillers
Agenvillers é uma comuna francesa na região administrativa de Altos da França, no departamento de Somme. Estende-se por uma área de 5,98 km². Em 2010 a comuna tinha 246 habitantes (densidade: 41,1 hab./km²).